# Escándalo de explotación sexual de menores tutelados en Mallorca
El escándalo de explotación sexual de menores tutelados en Mallorca es un escándalo surgido el 24 de diciembre de 2019 cuando una violación en grupo de una menor en Mallorca destapó una red de tráfico de drogas y de prostitución de niñas tuteladas por los servicios sociales del gobierno de Baleares. La prostitución de las menores parece haber sido hasta ese momento un secreto a voces en Mallorca, sin que los gobiernos baleares, los medios de comunicación, la policía o los servicios responsables de la protección de los menores actuaran de forma consecuente.

## Hechos
El escándalo surgió cuando se conoció que la Nochebuena de 2019 al menos media docena de jóvenes violó a una niña de origen chino de 13 años en el barrio de Corea, en Palma de Mallorca. El hecho fue denunciado por la menor y confirmado en el hospital por un forense. Los responsables, incluida una menor que habría servido de enlace entre la niña y seis los violadores, fueron detenidos poco después. Era la tercera vez que la niña había sido violada, las dos veces anteriores denunciadas en 2019.
El 13 de enero, el Diario de Mallorca publicaba que un grupo de menores tuteladas por el Instituto Mallorquín de Asuntos Sociales (IMAS) —que tutela a 359 menores— se prostituían por las calles de Palma y recibían, en algunos casos, como pago drogas. El diario también reveló que este hecho era un secreto a voces y los mismos trabajadores del centro de menores sabían que los menores residentes a veces hacían las veces de proxenetas para las niñas. Las víctimas descubiertas hasta julio de 2019 tenían todas de entre 13 y 17 años, tuteladas por el gobierno balear por haber sido víctimas desde malos tratos, agresiones, violencia sexual, o simplemente haber sido abandonados por sus padres. Se trata de quince niñas y un niño, que vivían libres en pisos proporcionados por la administración, que tenían libertad para salir. Los servicios sociales tienen dificultades para controlar a los menores, ya que no poseen medios para ello, por lo que niños fugados pueden pasar semanas en la calle sin que nadie se ocupe.

## Investigación y polémica política
El 16 de enero de 2020 la fiscalía de Palma decidió incoar diligencias para investigar los hechos. En octubre de 2020, el fiscal superior de Baleares, Bartomeu Barceló, informó que se trataba de «casos graves aislados», «no hubo una red orquestada por parte de educadores del IMAS aunque sí casos aislados». La causa fue archivada. Los casos conocidos han sido investigados y se han realizado varias detenciones.
El Gobierno Balear, gobernado por el PSOE, Podemos y Més per Mallorca, se negó a realizar una comisión de investigación. Las competencias sobre la tutela de menores no corresponde al Gobierno Balear, sino que corresponden al Consejo Insular de Mallorca, gobernado por los mismos partidos, que creó una comisión de expertos para tratar de solucionar el problema, pero que también se ha negado a crear una comisión de investigación. El escándalo llegó al parlamento nacional, con el PP y VOX realizando preguntas durante la sesión de control al Gobierno del pleno del Congreso de los Diputados. También el comité de Peticiones de la Eurocámara ha enviado misivas al gobierno central solicitando información sobre el problema. La situación ha llevado a la derecha a acusar a la izquierda de tratar de ocultar un problema que se remonta a la década de los 1990 y la izquierda acusa a la derecha de tratar de politizar el asunto.
El Instituto Mallorquín de Asuntos Sociales ya tenía problemas desde hace tiempo. Se ha tratado de explicar el problema de diversas formas: «negligencia, la desidia o la simple incompetencia de los responsables políticos del IMAS», «falta de medios del IMAS para controlar a todos los menores internados en sus centros» u «ocultación de los hechos por parte del actual Gobierno balear para evitar el escándalo político», esto último esgrimido sobre todo por los partidos de la oposición. Asociaciones de lucha contra el abuso infantil, como la Agrupación Ciudadana contra la Explotación Sexual (Accesi), Infancia y Derecho o Infancias Robadas, son pesimistas en cuanto a la solución y señalan problemas estructurales: «Siguen con la misma opacidad a pesar de todo. Nadie sabe cuánto dinero gastan, cuántos niños hay en tutela, cuánto se invierte en ellos. La última memoria es del año 2015. Hemos solicitado al Consell formar parte de la comisión como asociación externa, pero ni nos han respondido. Al final lo que harán es taparse unos a otros.»